# Новик, Александр Сергеевич
Александр Сергеевич Новик (род. 6 февраля 1949 года, Тюмень, РСФСР, СССР) — советский и российский художник, народный художник Российской Федерации (2019).

## Биография
Родился 6 февраля 1949 года в Тюмени.
В 1978 году — окончил Тюменское училище искусств, класс Е. С. Канальской и В. П. Овчарова, также учился на факультете изобразительного искусства при университете Нижневартовска.
Работал в кукольном театре, затем оформителем в художественном Фонде.
С 1984 года — член Союза художников СССР.
Живописец, график. Автор тематических композиций и пейзажей.
Преподавал в Тюменском училище искусств в 1980 году и с 1988 по 1991 годы.
С 1988 года — председатель Тюменского отделения Союза Художников России.
С 1993 года — член правления Союза художников России.

## Творческая деятельность
Начинал свой путь с работы в графических техниках (литография, рисунок, пастель). Темы картин: деревенский быт, будни художественной мастерской, ускользающая старина городов, неразгаданная тайна природы, женские образы.
Участник художественных выставок различного уровня.
Произведения находятся в Тюменском музейном комплексе имени И. Я. Словцова, и в частных собраниях России и за рубежом.

## Награды
- Народный художник Российской Федерации (2019)[1]
- Заслуженный художник Российской Федерации (2007)[2]